# Jerzy Lewandowski (fizyk)
Jerzy Krzysztof Lewandowski (ur. 15 września 1959 w Warszawie; zm. 8 października 2024) – polski fizyk teoretyk zajmujący się głównie teorią względności i grawitacją, w tym pętlową grawitacją kwantową (ang. Loop Quantum Gravity). Profesor zwyczajny, kierownik Katedry Teorii Względności i Grawitacji w Instytucie Fizyki Teoretycznej na Wydziale Fizyki Uniwersytetu Warszawskiego (IFT FUW). Członek International Society on General Relativity and Gravitation, współtwórca Polskiego Towarzystwa Relatywistycznego i jego pierwszy prezes.

## Życie i twórczość
Doktorat obronił pod kierownictwem Andrzeja Trautmana, w 1989 roku na Uniwersytecie Warszawskim. Współpracował też m.in. z Abhayem Ashtekarem, uważanym za współtwórcę teorii pętlowej. Lewandowski publikował w czasopismach jak:
- „Physical Review D”,
- „Physics Letters B”,
- „Classical and Quantum Gravity”,
- „General Relativity and Gravitation”,
- „Journal of Geometry and Physics”[11].

W latach 2004–2019 wypromował czternastu doktorów, w tym kilku spoza Polski. Okazjonalnie popularyzował fizykę przez publiczne wykłady i artykuły.
W 2021 został członkiem korespondentem Towarzystwa Naukowego Warszawskiego.

## Wyróżnienia
Laureat Nagrody Humboldta za rok 2018. Jego 60. urodziny w 2019 roku zostały uczczone konferencją „Jurekfest” na Wydziale Fizyki UW, na której wystąpił m.in. późniejszy noblista Sir Roger Penrose. Został pochowany na Cmentarzu Komunalnym Północnym w Warszawie (kwatera W-II-4 rzad 12 grób 2).